# Sanford and Son Theme
Sanford and Son Theme (conosciuta anche come The Streetbeater) è la sigla della sitcom Sanford and Son, scritta e pubblicata da Quincy Jones nel 1973.

## Tracce
Testi e musiche di Quincy Jones.
1. "Sanford & Son Theme" - NBC-TV (The Streetbeater) (stereo) – 3:05
2. "Sanford & Son Theme" - NBC-TV (The Streetbeater) (mono) – 3:05